# Jackie & Roy
Jackie & Roy – amerykański wokalny duet jazzowy, powstały w 1946. Śpiewali razem przez pięćdziesiąt sześć lat. Byli małżeństwem.

James Gavin: Byli jedną z najważniejszych grup wokalnych w jazzie.

## Kariera
Wokaliści Jackie Cain (1928–2014) i Roy Kral (1921–2002, brat wokalistki Irene) – również pianista i aranżer, podjęli współpracę w 1946. Ich głosy miały podobną skalę, ale różniły się od siebie o oktawę, co umożliwiało tworzenie oryginalnych współbrzmień. W latach 1948–1949 występowali z powodzeniem w zespole Bop for the People saksofonisty Charliego Ventury. Spory rozgłos przyniosła im nowoczesna interpretacja utworu East of Suez. W czerwcu 1949, wkrótce po odejściu z grupy Ventury, wzięli ślub. Od tego czasu pracowali ze sobą do końca życia. W 1996 koncertem jubileuszowym uczcili 50. rocznicę wspólnego śpiewania.
Na początku lat 50. mieli własny program telewizyjny w Chicago. W 1953 na osiem miesięcy powrócili do współpracy z Venturą. Następnie intensywnie występowali w Nowym Jorku i Los Angeles. Od 1957 do 1960 koncertowali w Las Vegas. W latach 60. z powodu urodzin dzieci zamiast Jackie okazjonalnie śpiewała z Royem Anita O’Day. W 1963 osiedli w Nowym Jorku. Pojawiali się w wielu reklamach telewizyjnych i dżinglach, do których Roy często pisał muzykę. 
W czasie przeszło pięćdziesięcioletniej kariery nagrali niemal czterdzieści płyt dla różnych wytwórni. Śpiewali utwory scatem oraz z tekstami. Wykonywali głównie jazz bebopowy, bossa novę i rzadziej pop.  Wcześnie zaprzyjaźnili się z kompozytorem i twórcą piosenek – Alecem Wilderem, który opatrzył tekstem informacyjnym jeden z ich pierwszych albumów (Jackie Cain and Roy Kral), oraz skomponował dla nich wiele utworów. W 1990 oddali mu hołd w dziesiątą rocznicę śmierci, wydając płytę An Alec Wilder Collection. W tym samym dziesięcioleciu dużo koncertowali za granicą. Mimo pogarszającego się w ostatnich latach życia stanu zdrowia Roya, pozostali czynni zawodowo aż do jego śmierci w 2002.

## Wybrana dyskografia
- 1955
  - Jackie Cain and Roy Kral
  - Storyville Presents Jackie and Roy (Storyville Records)
- 1956
  - Sing Baby Sing! (Storyville)
  - The Glory of Love (ABC-Paramount)
- 1957 Bits and Pieces (ABC-Paramount)
- 1958 Jackie and Roy with Bill Holman’s Orchestra – Free And Easy! (ABC-Paramount)
- 1959 In the Spotlight (ABC-Paramount)
- 1960 Jackie Cain & Roy Kral – Sweet And Lowdown (Columbia)
- 1961 Double Take (Columbia)
- 1963 Jackie and Roy Kral Like Sing Songs by Dory and André Previn (Columbia)
- 1964 By Jupiter & Girl Crazy (Roulette)
- 1966 Changes: Jackie & Roy (Verve)
- 1967 Lovesick (Verve)
- 1968 Grass (Capitol)
- 1972 Time & Love (CTI)
- 1974 Jackie Cain & Roy Kral – A Wilder Alias (CTI)
- 1977 Concerts by the Sea (Studio 7 Records)
- 1980 Star Sounds (Concord Jazz)
- 1981 East of Suez (Concord Jazz)
- 1982
  - Jackie Cain & Roy Kral – A Stephen Sondheim Collection (Stet Records)
  - High Standards (Concord Jazz)
- 1984 We’ve Got It: The Music of Cy Coleman (Discovery Records)
- 1986 Bogie (Fantasy)
- 1987 One More Rose – A Tribute to Alan Jay Lerner (Audiophile)
- 1988 Full Circle (Contemporary Records)
- 1990 Jackie Cain & Roy Kral – An Alec Wilder Collection (Audiophile)
- 1992 Jackie and Roy with Charlie Ventura’s Jazz Combo – Jazz Classics by Charlie Ventura’s Band (Savoy)
- 1995 Forever (MusicMasters Jazz)
- 1999 The Beautiful Sea (DRG Records)
- 2007 Echoes – Jackie Cain & Roy Kral (Jazzed Media)

Zestawienie wg dat wydania płyt

## Uwaga
1. ↑  James Gavin jest publicystą muzycznym i historykiem jazzu.